# Tre Deckare löser Huvudlösa hästens gåta
Alfred Hitchcock och Tre Deckare löser Huvudlösa hästens gåta (originaltitel Alfred Hitchcock and the Three Investigators in The Mystery of the Headless Horse) är den tjugosjätte (i Sverige dock tjugofemte) delen i den fristående Tre deckare-serien. Boken är skriven av William Arden 1977 och utgiven på svenska 1978 av B. Wahlströms bokförlag med översättning av Jenny Berthelius.

## Handling
Diego Alvaros, klasskamrat till Tre Deckare, kontaktar Jupiter Jones för att erbjuda Jones Vrak- och Styckegods att köpa antikviteter från Alvaros gård, då de måste betala sina lån innan de blir tvingade att lämna marken som funnits i familjens ägor sedan 1700-talet. Väl på gården utbryter en gräsbrand och i släckningsarbetet blir huvudet på en ryttarstaty föreställande Hernán Cortés avslaget. I utrymmet inuti hästen hittas ett fodral till ett legendariskt juvelprytt svärd, och pojkarna inser att om de kan hitta svärdet kommer familjen Alvaros att kunna betala sina skulder.